# آریرانگ (فیلم ۲۰۱۱)
آریرانگ (کره‌ای: 아리랑) فیلم مستندی به کارگردانی کیم کی دوک محصول سال ۲۰۱۱ کره جنوبی است. 

## جوایز
| سال  | جشنواره                       | بخش             | نامزدی     | نتیجه    | جایزه        |
| ---- | ----------------------------- | --------------- | ---------- | -------- | ------------ |
| ۲۰۱۱ | جشنواره فیلم کن               | جایزه نوعی نگاه | کیم کی دوک | برنده    |              |
| ۲۰۱۱ | جشنواره بین‌المللی فیلم هاوایی | بهترین مستند    | کیم کی دوک | نامزدشده | ارکیده طلایی |
| ۲۰۱۱ | جشنواره فیلم توکیو فیلمکس     | جایزه تماشاگران | کیم کی دوک | برنده    |              |